# Pietro
Pietro  è un nome proprio di persona italiano maschile.

## Varianti
- Maschili
  - Ipocoristici: Piero[1][2][3][6]
  - Alterati: Pietrino[3], Petrone[2], Petroncino[2]
  - Composti: Pietrangelo, Pietrantonio[2]
- Femminili: Pietra[2][3][6]

### Varianti in altre lingue
Di seguito si trova una lista delle varianti del nome in altre lingue:
- Albanese: Pjetër[senza fonte]
- Arabo: بطرس (Buṭrus, Botros, Boutros)
- Armeno: Պետրոս (Bedros nel dialetto occidentale, Petros in quello orientale)
- Asturiano: Pedru[7]
- Basco: Peru, Peio, Petri, Pello[7]
- Bretone: Per
- Bulgaro: Петър (Petăr)
- Catalano: Pere[7]
- Ceco: Petr
- Copto: بطرس (Butrus, Botros, Boutros)
- Corso: Petru
- Croato: Petar
- Danese: Peder, Peter
- Esperanto: Petro
- Estone: Peeter
- Finlandese: Pekka, Petri, Petteri, Pietari
- Francese: Pierre[5][6]
- Francese antico: Pierres[5]
- Francese medio: Piers
- Frisone: Pitter
- Friulano: Pieri[8]
- Gallese: Pedr
- Georgiano: პეტრე (Petre)
- Greco biblico: Πετρος (Petros)[5]
- Greco moderno: Πετρος (Petros)
- Hawaiiano: Pika
- Inglese: Peter[5][6], Piers
- Inglese antico: Petrus[5]
- Inglese medio: Peres[5]
- Irlandese: Peadar, Piaras
- Islandese: Pétur
- Latino: Petrus[2][5]
- Lettone: Pēteris[senza fonte]
- Ligure: Peo[9]
- Limburghese: Pitter
- Lituano: Petras
- Macedone: Петар (Petar), Петре (Petre)
- Maltese: Pietru[senza fonte]
- Māori: Petera
- Norvegese: Peder, Petter, Peter
- Occitano: Pèire
- Olandese: Peter, Pieter, Pier, Petrus
- Polacco: Piotr
- Portoghese: Pedro[5]
- Romancio: Peider[senza fonte]
- Rumeno: Petru, Petre
- Russo: Пётр (Pëtr)
- Scozzese: Peadar
- Serbo: Петар (Petar)
- Slovacco: Peter
- Sloveno: Peter
- Spagnolo: Pedro[5][6][7]
- Svedese: Peder, Petter, Peter
- Tedesco: Peter[6], Petrus
- Ungherese: Péter

1. ↑  Tutte le varianti elencate qui sopra sono verificabili, salvo diversamente specificato, alla nota 1.

#### Forme alterate e ipocoristiche
Di seguito una lista delle forme ipocoristiche e alterate del nome in altre lingue:
- Bretone: Perig, Pierrick
- Bulgaro: Пенко (Penko), Петко (Petko)
- Croato: Pejo, Pero, Perica
- Danese: Per, Peer
- Francese: Pierrick
- Inglese: Pete[6]
- Inglese medio: Parkin[5], Perkin[5]
- Italiano medio: Petruccio
- Ligure: Pedrin[9]
- Limburghese: Pit
- Macedone: Петко (Petko), Пеце (Pece)
- Norvegese: Per, Peer
- Olandese: Piet
- Portoghese: Pedrinho
- Rumeno: Petrica
- Russo: Петя (Petja)
- Serbo: Пејо (Pejo), Перо (Pero), Перица (Perica)
- Svedese: Pelle, Per, Peer, Pehr
- Ucraino: Петро (Petro)
- Ungherese: Peti

1. ↑  Le forme alterate e gli ipocoristici elencati di seguito sono verificabili, salvo diversamente specificato, alla nota 1.

## Origine e diffusione

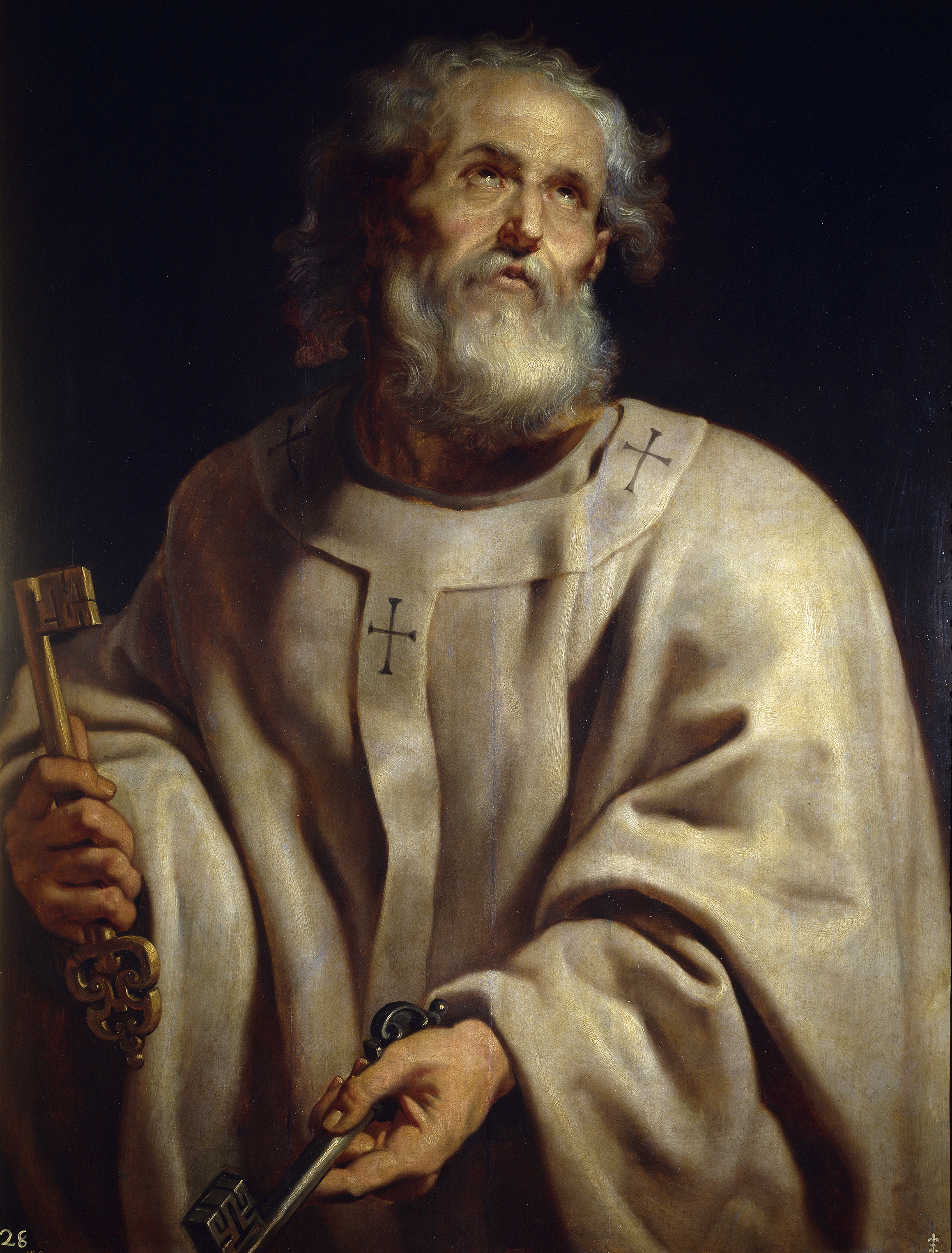
San Pietro, di Peter Paul Rubens

Deriva dal nome greco Πετρος (Petros), passato in latino come Petrus, che vuol dire letteralmente "roccia", "pietra"; esso è la traduzione, usata nella maggioranza delle versioni del Nuovo Testamento, del nome Cefa, di origine aramaica e di identico significato, che era l'appellativo dato da Gesù (in Mt 16,13-20) all'apostolo Simone (poi noto come Simon Pietro o solo Pietro).
La figura di Pietro, considerato il primo Papa e venerato come santo dai cristiani, permise al nome di diffondersi in varie forme in tutto il mondo cristiano sin dai primi secoli, rafforzandosi poi ulteriormente grazie al culto di altri santi così chiamati.
In Inghilterra venne introdotto dai Normanni nella forma Piers, passata poi a Peres, che diede origine a diversi cognomi quali Pierce e Pearson, e sostituita mano a mano da Peter a partire dal XV secolo.

## Onomastico
L'onomastico viene festeggiato tradizionalmente il 29 giugno in onore di san Pietro, apostolo di Gesù e primo Papa, martire a Roma sotto Nerone. Fra gli altri numerosi santi così chiamati si possono ricordare, alle date seguenti:
- 10 gennaio, san Pietro Orseolo, doge di Venezia e poi monaco a San Michele di Cuxa[11]
- 11 gennaio, san Pietro Balsamo (o Apselamo), martire a Cesarea marittima sotto Massimiano[11]
- 3 marzo, beato Pierre-René Rogue, prete lazzarista, martire della Rivoluzione francese
- 4 marzo, san Pietro Pappacarbone, terzo abate della badia di Cava[11]
- 12 marzo, san Pietro, detto cubicolario, martire con Doroteo e Gorgonio a Nicomedia[11]
- 23 marzo, beato Pietro da Gubbio, agostiniano
- 2 aprile, san Pietro Calungsod, catechista filippino, martire a Guam[11]
- 6 aprile, san Pietro da Verona, predicatore domenicano, martire presso Como[11]
- 27 aprile, san Pietro Armengol, mercedario[11]
- 28 aprile, san Pietro Chanel, missionario marista, martire a Futuna, considerato il protomartire e il patrono dell'Oceania[11]
- 30 aprile, beato Pietro Levita, diacono
- 6 maggio, san Pietro Nolasco, fondatore dei mercedari[11]
- 6 maggio, san Pietro I, arcivescovo di Tarantasia[11]
- 2 giugno, san Pietro, esorcista, martire a Roma con san Marcellino[11]
- 23 giugno, beato Pietro Giacomo da Pesaro, agostiniano
- 2 luglio, Pietro Becchetti, sacerdote agostiniano
- 19 luglio, san Pietro Crisci da Foligno, penitente[11]
- 23 luglio, beato Pedro Ruiz de los Paños y Ángel, S.O.D., fondatore delle Discepole di Gesù, martire a Toledo[11]
- 30 luglio, san Pietro Crisologo, vescovo di Ravenna e Dottore della Chiesa[11]
- 1º agosto, san Pierre Favre, sacerdote e teologo gesuita[11]
- 12 agosto, beato Pietro Cunill Padrós, sacerdote e martire della guerra civile spagnola
- 3 agosto, san Pietro, vescovo di Anagni[11]
- 29 agosto, beati Pietro da Sassoferrato, fratello laico francescano, martire assieme a Giovanni da Perugia[11]
- 30 agosto, san Pietro di Trevi, detto "l'eremita"
- 9 settembre, san Pietro Claver, missionario gesuita spagnolo, patrono delle missioni cattoliche tra i popoli dell'Africa nera e afroamericani[11]
- 9 settembre, beato Pierre Bonhomme, fondatore delle Suore di Nostra Signora del Calvario
- 14 settembre, san Pietro II di Tarantasia, abate cistercense di Tamié e vescovo di Tarantasia
- 17 settembre, san Pietro d'Arbués, inquisitore, martire a Saragozza[11]
- 24 settembre, san Pietro l'Aleuta, martire a San Francisco, venerato dalla Chiesa ortodossa[11]
- 17 ottobre, beato Pietro Casani ("Pietro della Natività di Maria"), sacerdote scolopio[11]
- 18 ottobre, san Pietro d'Alcántara, sacerdote dell'francescano, fondatore dei frati minori scalzi[11]
- 18 ottobre, san Pietro di Cettigne, Metropolita del Montenegro, venerato dalle Chiese ortodosse orientali[11]
- 21 ottobre, beato Pietro Capucci, sacerdote domenicano
- 24 novembre, san Pietro Dumoulin-Borie, sacerdote della Società per le missioni estere di Parigi, e san Pietro Vo Dang Khoa, sacerdote, martiri con san Vincenzo Nguyen The Diem a Ðồng Hới sotto Minh Mạng[11]
- 25 novembre, san Pietro I, vescovo di Alessandria d'Egitto e martire[11]
- 9 dicembre, san Pietro Fourier, sacerdote, fondatore delle congregazioni del Salvatore e di Nostra Signora[11]
- 21 dicembre, san Pietro Canisio, sacerdote gesuita e teologo olandese, Dottore della Chiesa[11]

## Persone

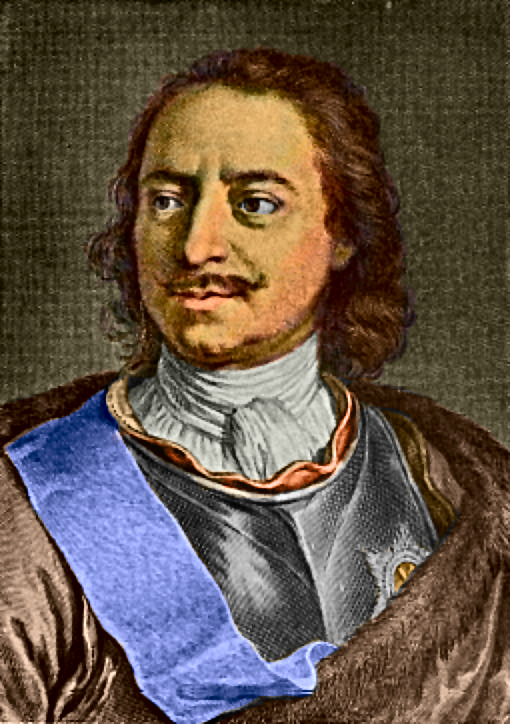
Pietro I di Russia

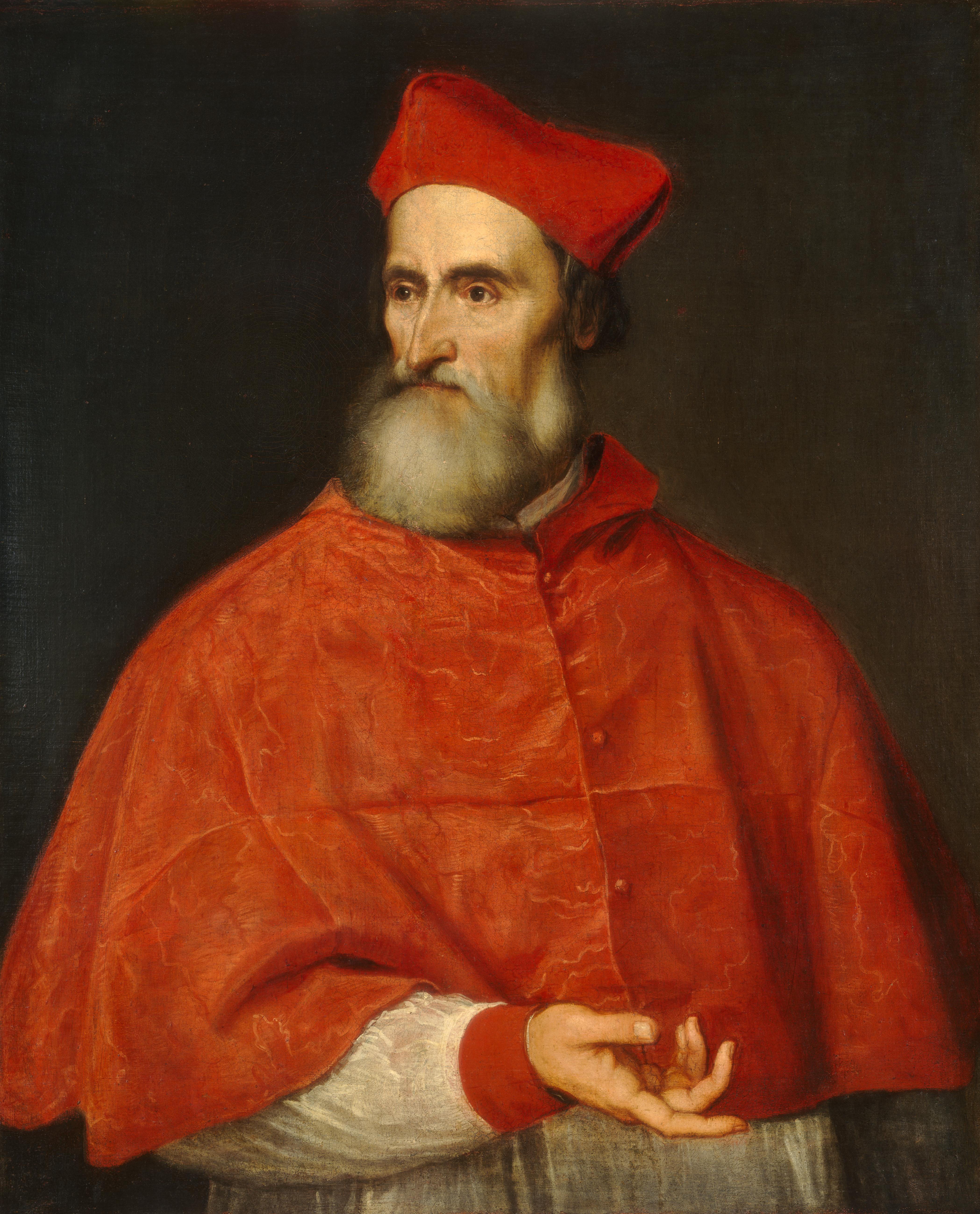
Pietro Bembo

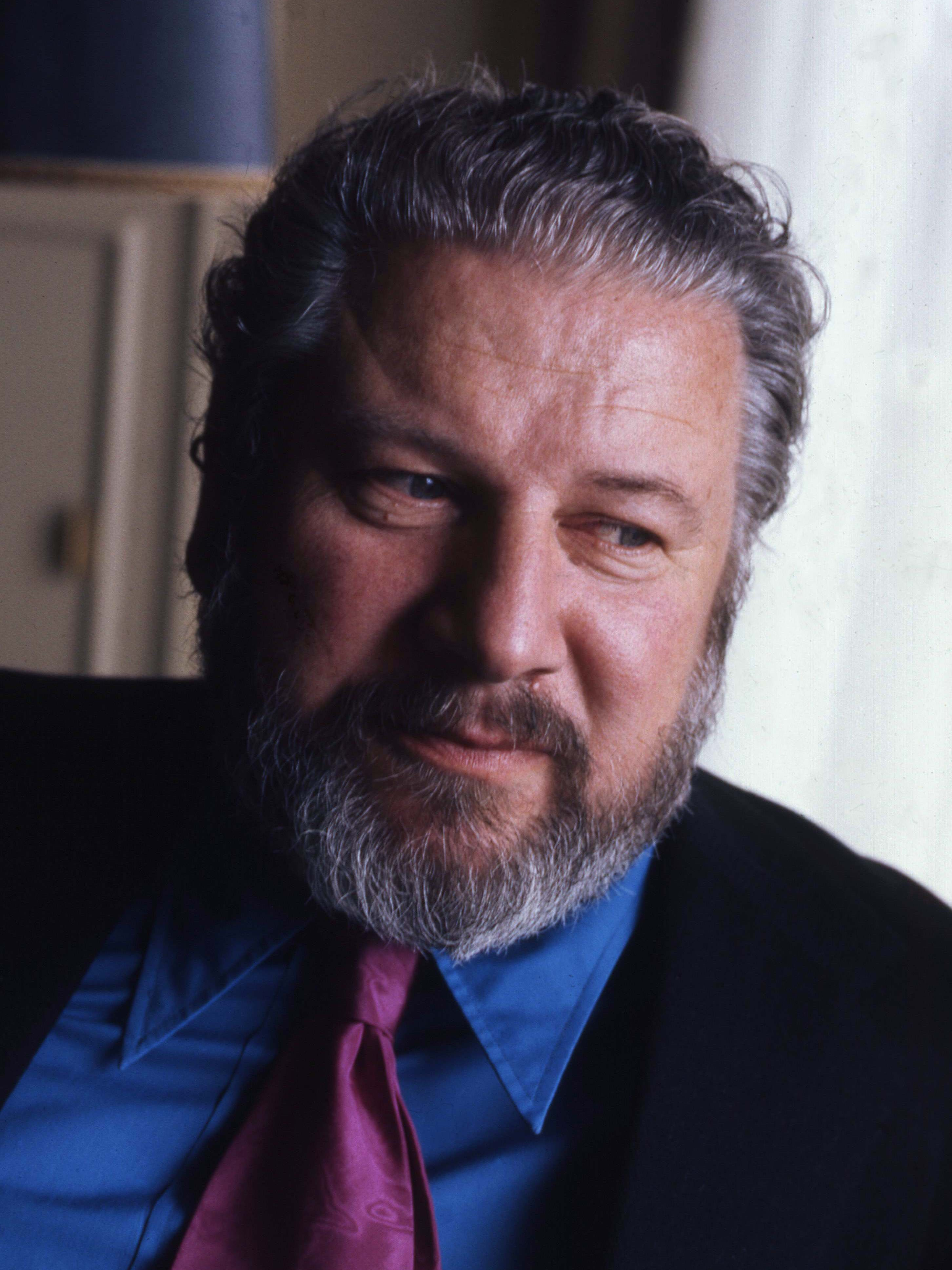
Peter Ustinov

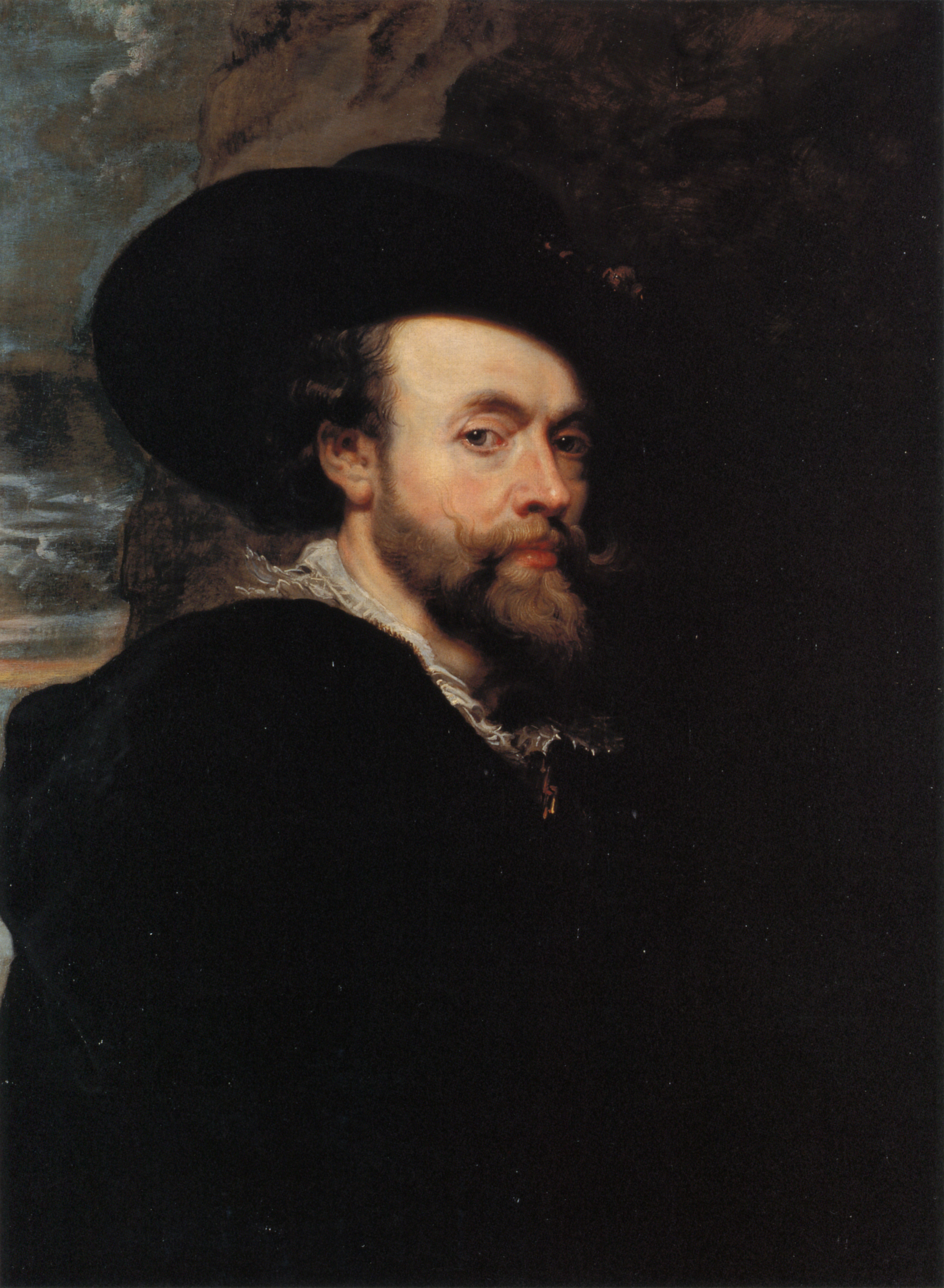
Peter Paul Rubens

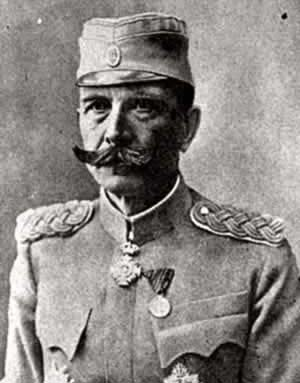
Petar Bojović

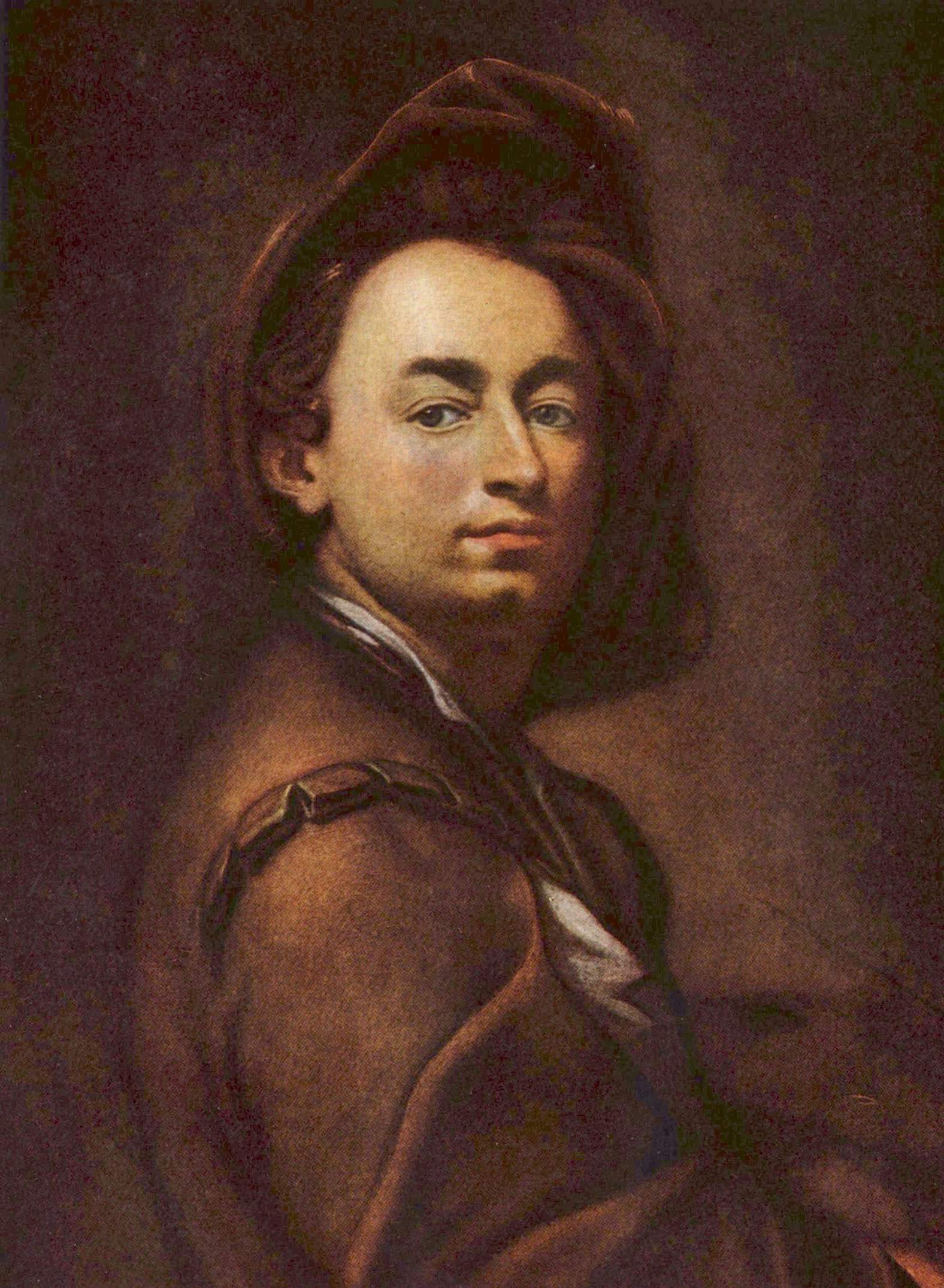
Petr Brandl

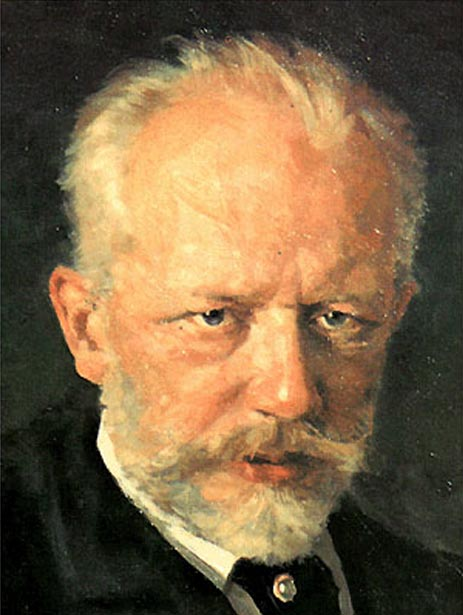
Pëtr Il'ič Čajkovskij

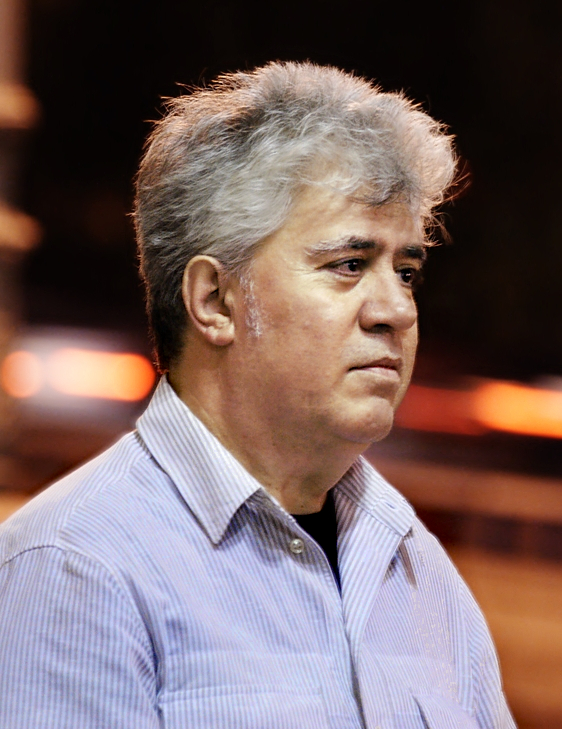
Pedro Almodóvar

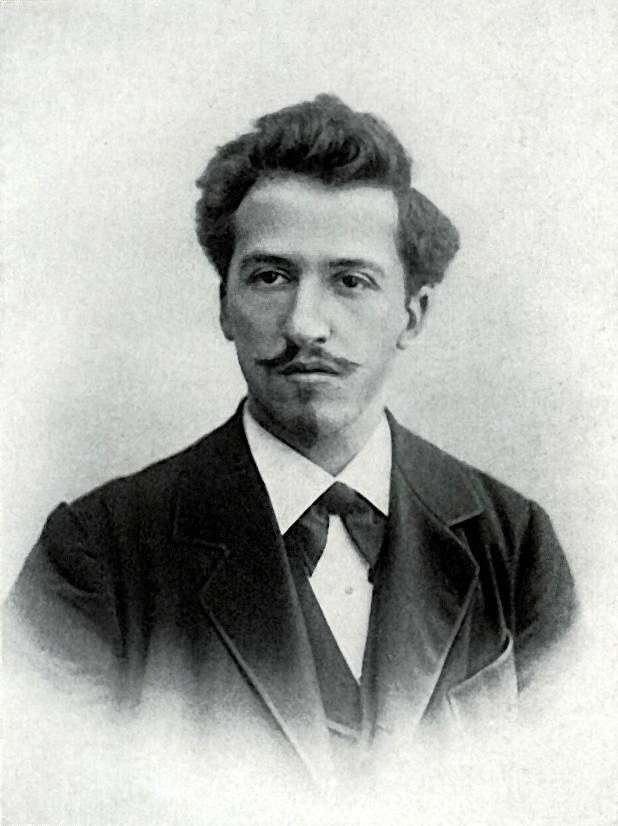
Piet Mondrian

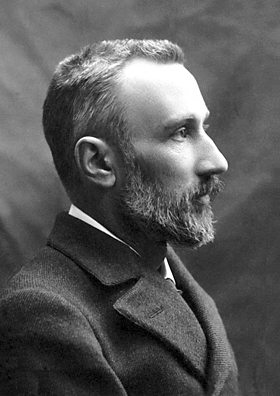
Pierre Curie

- Pietro I di Aragona, re di Aragona e di Navarra
- Pietro II di Aragona, detto il Cattolico, re di Aragona e conte di Barcellona
- Pietro III di Aragona, detto il Grande, re di Aragona, di Valencia e di Sicilia e conte di Barcellona
- Pietro IV di Aragona, detto il Cerimonioso, re di Aragona, di Valencia, di Sardegna, di Maiorca e conte di Barcellona
- Pietro II del Brasile, imperatore del Brasile
- Pietro I di Russia, detto il Grande, imperatore di Russia
- Pietro Abelardo, filosofo, teologo e compositore francese
- Pietro Aretino, poeta, scrittore e drammaturgo italiano
- Pietro Badoglio, generale e politico italiano
- Pietro Bembo, cardinale, scrittore, grammatico, traduttore e umanista italiano
- Pietro Bracci, scultore italiano
- Pietro Carnesecchi, umanista e politico italiano
- Pietro De Laurentiis, scultore italiano
- Pietro Germi, regista, sceneggiatore, attore e produttore cinematografico italiano
- Pietro Gori, anarchico, giornalista, avvocato, poeta, scrittore e compositore italiano
- Pietro Longhi, pittore italiano
- Pietro Lorenzetti, pittore italiano
- Pietro Mascagni, compositore e direttore d'orchestra italiano
- Pietro Mennea, atleta, politico e saggista italiano
- Pietro Metastasio, poeta, librettista, drammaturgo e sacerdote italiano
- Pietro Micca, militare sabaudo
- Pietro Nenni, politico e giornalista italiano
- Pietro Perugino, pittore italiano
- Pietro Taricone, attore e personaggio televisivo italiano
- Pietro Verri, filosofo, economista, storico e scrittore italiano

### Variante Peter
- Peter Benenson, avvocato e attivista britannico,
- Peter Bogdanovich, regista, attore, sceneggiatore e critico cinematografico statunitense
- Peter Brook, regista britannico
- Peter Debye, chimico, fisico e ingegnere olandese
- Peter Falk, attore e produttore cinematografico statunitense
- Peter Fill, sciatore alpino italiano
- Peter Gabriel, cantante, polistrumentista, compositore, produttore discografico e attivista britannico
- Peter Greenaway, pittore, regista e sceneggiatore gallese
- Peter Higgs, fisico britannico
- Peter Jackson, regista, sceneggiatore e produttore cinematografico neozelandese
- Peter Lawford, attore statunitense
- Peter Lorre, attore ungherese
- Peter Paul Rubens, pittore fiammingo
- Peter Sellers, attore, sceneggiatore, regista e cantante britannico
- Peter Ustinov, attore, regista, sceneggiatore e produttore britannico
- Peter Weiss, scrittore e drammaturgo tedesco
- Peter Steele, bassista e cantante statunitense

### Variante Péter
- Péter Erdő, cardinale e arcivescovo cattolico ungherese
- Péter Kovács, calciatore ungherese
- Péter Kovács, cestista ungherese
- Péter Nádas, scrittore, giornalista, drammaturgo e fotografo ungherese

### Variante Petar
- Petar Bojović, generale serbo
- Petar Đurković, astronomo serbo
- Petar Kočić, scrittore serbo
- Petar Manola, allenatore di calcio e calciatore jugoslavo
- Petar Trifunović, scacchista jugoslavo
- Petar Živković, politico e generale jugoslavo

### Variante Petr
- Petr Bezruč, poeta ceco
- Petr Brandl, pittore tedesco
- Petr Čech, calciatore ceco
- Petr Chelčický, politico e religioso ceco
- Petr Eben, organista e compositore ceco
- Petr Mach, politico ed economista ceco

### Variante Pëtr
- Pëtr Čaadaev, filosofo russo
- Pëtr Il'ič Čajkovskij, compositore russo
- Pëtr Kapica, fisico sovietico
- Pëtr Kozlov, esploratore russo
- Pëtr Krasnov, generale e scrittore russo
- Pëtr Kropotkin, filosofo, geografo, zoologo e anarchico russo
- Pëtr Semënov-Tjan-Šanskij, geografo, esploratore e statistico russo
- Pëtr Skokov, compositore russo
- Pëtr Uspenskij, filosofo russo

### Variante Piotr
- Piotr Adamczyk, attore e sceneggiatore polacco
- Piotr Brożek, calciatore polacco
- Piotr Fijas, saltatore con gli sci e allenatore di sci nordico polacco
- Piotr Małachowski, atleta polacco
- Piotr Skarga, teologo, scrittore e gesuita polacco
- Piotr Wysocki, militare polacco

### Variante Pedro
- Pedro Almodóvar, regista, sceneggiatore e produttore cinematografico spagnolo
- Pedro Alonso, attore e scrittore spagnolo
- Pedro Obiang, calciatore spagnolo
- Pedro Pascal, attore cileno
- Pedro Rodríguez Ledesma, calciatore spagnolo
- Pedro Salinas, poeta spagnolo
- Pedro Sánchez, politico ed economista spagnolo

### Variante Piet
- Piet Blom, architetto olandese
- Piet Cronje, militare sudafricano
- Piet de Jong, politico olandese
- Piet Hein, matematico, inventore, scrittore, poeta e scienziato danese
- Piet Keizer, calciatore olandese
- Piet Mondrian, pittore olandese
- Piet Paaltjens, predicatore, scrittore e poeta olandese
- Piet Retief, generale e politico sudafricano

### Variante Pieter
- Pieter Aspe, scrittore belga
- Pieter Bruegel il Vecchio, pittore olandese
- Pieter Claesz, pittore olandese
- Pieter de Hooch, pittore olandese
- Pieter Holsteijn II, incisore, pittore e disegnatore olandese
- Pieter Zeeman, fisico olandese

### Variante Pierre
- Pierre Buyoya, politico burundese
- Pierre Corneille, drammaturgo e scrittore francese
- Pierre Curie, fisico francese
- Pierre de Coubertin, pedagogista e storico francese
- Pierre Gassendi, presbitero, filosofo, teologo, matematico, astronomo e astrologo francese
- Pierre Loti, scrittore francese
- Pierre-Auguste Renoir, pittore francese
- Pierre Pincemaille, musicista e organista francese
- Pierre Trudeau, politico canadese

### Variante Per
- Per Brahe il Giovane, nobile e politico svedese
- Per Teodor Cleve, chimico e geologo svedese
- Per Gessle, cantautore e chitarrista svedese
- Per Mertesacker, calciatore tedesco

### Altre varianti
- Peder Balke, pittore norvegese
- Petrus Borel, scrittore, letterato e poeta francese
- Boutros Boutros-Ghali, politico e diplomatico egiziano
- Piers Courage, pilota automobilistico britannico
- Petre Dumitrescu, generale rumeno
- Peder Severin Krøyer, pittore norvegese naturalizzato danese
- Petrus Jacobus Joubert, politico e generale sudafricano
- Petros Markarīs, scrittore, drammaturgo e sceneggiatore greco
- Petros Mavromichalis, politico greco
- Petăr Mladenov, diplomatico e politico bulgaro
- Petrus Plancius, astronomo, cartografo ed ecclesiastico olandese
- Petre Roman, politico e ingegnere rumeno
- Peder Skram, ammiraglio danese
- Petăr Stojanov, politico bulgaro
- Peeter Torop, semiologo estone
- Pēteris Vasks, compositore lettone

## Il nome nelle arti
- Petruccio è il protagonista maschile della commedia La bisbetica domata di William Shakespeare; nella stessa commedia un personaggio minore si chiama Pietro.
- Pietro è un personaggio della tragedia Romeo e Giulietta di William Shakespeare.
- Peer Gynt è un poema drammatico di Henrik Ibsen.
- Pietruccio è il nome di uno dei figli di Marcovaldo nell'omonimo romanzo di Italo Calvino.
- Peter è un personaggio del romanzo Heidi di Johanna Spyri, nonché dei numerosi adattamenti tratti dall'opera.
- Peter Griffin è un personaggio della serie animata statunitense I Griffin.
- Peter Pan è il nome del celebre ragazzo-folletto creato dallo scrittore James Matthew Barrie.
- Pietro è il protagonista del romanzo Con gli occhi chiusi di Federigo Tozzi.
- Pietro della Rocca è un personaggio del romanzo di Alain Damasio L'orda del vento.
- Peter Minus è uno dei personaggi della serie dei romanzi che hanno come protagonista Harry Potter.
- Don Pietro Pellegrini è uno dei protagonisti del film del 1945 Roma città aperta, diretto da Roberto Rossellini.
- Pietro Stelluti è un personaggio dei film del "neorealismo rosa" Pane, amore e fantasia (1953) e Pane, amore e gelosia (1954), entrambi per la regia di Luigi Comencini.
- Le lacrime amare di Petra von Kant è il titolo di un film di Rainer Werner Fassbinder.
- Pietro Chiocca è il protagonista del film del 1974 Finché c'è guerra c'è speranza, diretto e interpretato da Alberto Sordi.
- Pietro Marchetti è il protagonista dei film Il tassinaro (1983) e Un tassinaro a New York (1987), entrambi diretti e interpretati da Alberto Sordi.
- Pietro Di Leo è il protagonista del film del 1993 Un'anima divisa in due, diretto da Silvio Soldini.
- Pietro è un film del 2010 diretto da Daniele Gaglianone.
- Peter è un personaggio della serie di romanzi e film Twilight, creata da Stephenie Meyer.
- Pietro Proietti "il Libanese" è uno dei protagonisti del romanzo di Giancarlo De Cataldo Romanzo criminale, nonché del film omonimo del 2005 e della serie televisiva omonima che ne sono stati tratti.
- Peter Petrelli è un personaggio della serie tv Heroes.
- Pietro Rocco "Roccia" è un personaggio della serie televisiva College.
- Pietro Gambadilegno (in inglese Pete) è un personaggio della saga Disney che ha due nipoti chiamati Pierino e Pieretto.
- Peter Parker è l'identità segreta del celebre personaggio dei fumetti Uomo Ragno.
- Pietro Maximoff è l'identità da civile di Quicksilver, personaggio dei fumetti Marvel.
- Pedro Picapiedra è il nome in uso nei paesi di lingua spagnola per il personaggio dei cartoni animati Fred Flintstone.
- Peter Rei fu il primo nome dato in Italia al personaggio di Amuro Ray, nella serie anime Mobile Suit Gundam, del 1979.
- Pedro è un personaggio della serie Pokémon.
- La guerra di Piero è una canzone di Fabrizio De André e Pierre è una canzone dei Pooh.
- Peter Pan è il titolo di un album del 1991 e della seconda traccia dello stesso, di Enrico Ruggeri.
- Zwarte Piet ("Pietro il moro") è un personaggio del folclore natalizio dei Paesi Bassi e delle Fiandre.
- Peter Stillman è un personaggio del videogioco Metal Gear Solid 2: Sons of Liberty.